# Route nationale 594
La route nationale 594, ou RN 594, est une ancienne route nationale française reliant Figeac à Rodez.
À la suite de la réforme de 1972, elle a été déclassée en RD 994, à l'exception du tronçon de Figeac à Capdenac qui a été renommé RN 140 mais a finalement été déclassé en RD 840 en 2006.

## Tracé
- Figeac D 840
- Capdenac D 994
- Capdenac-Gare
- Asprières
- Les Albres
- Montbazens
- Roussennac
- Rignac
- Le Pas, (commune de Balsac)
- Rodez D 994